# Clyde (prénom)
Pour les articles homonymes, voir Clyde.
Clyde est un prénom écossais, sans doute tiré du fleuve La Clyde coulant à Glasgow, sur la côte ouest de l'Écosse.
Il tire son nom des collines rougeâtres de Glasgow. L'équivalent en hawaïen est Omea, qui signifie aussi une personne aimée et respectée. Une forme ancienne de ce nom est Cluith (d'où le nom ancien de la ville de Dumbarton, Alcluith) qui donne Cluaide, puis Clyde.
Il y a environ 230 Clyde répertoriés en France[réf. nécessaire].

## Personnes se nommant Clyde
- Clyde Barrow, gangster américain
- Clyde Tombaugh, astronome américain, qui a découvert Pluton en 1930
- Clyde Geronimi, réalisateur des 101 dalmatiens de Disney.
- Clyde Wells, homme politique canadien de Terre-Neuve.